# Madinat 'Isa
Madinat 'Isa (tradus ca: orașul Isa) (arabă مدينة عيسى) este un oraș situat în partea de nord a Bahrainului. La recensământul din 2001 a înregistrat 36,833 locuitori. Localitatea își trage numele de la Isa bin Salman Al Khalifa, lider al statului între 1961 și 1999. Centru universitar (sediu a University of Bahrain) și comercial. În Madinat 'Isa se află și Stadionul Național al Bahrainului.
1. ↑  Bahrain- City Population - Cities, Towns & Provinces - Statistics & Map